# Jorge Alberto Ossa Soto

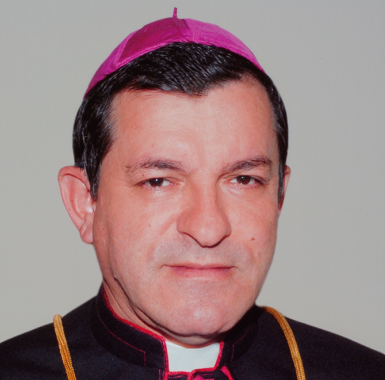
Jorge Alberto Ossa Soto

Wappen von Jorge Alberto Ossa Soto

Jorge Alberto Ossa Soto (* 29. Juli 1956 in El Carmen de Viboral, Departamento de Antioquia, Kolumbien) ist ein kolumbianischer Geistlicher und römisch-katholischer Erzbischof von Nueva Pamplona.

## Leben
Jorge Alberto Ossa Soto studierte in Medellín und in Innsbruck, sein Studium in Innsbruck schloss er mit einem Magister in dogmatischer Theologie ab. Er empfing am 23. Mai 1982 die Priesterweihe. Nach Tätigkeiten als Gemeindepfarrer und Rektor des örtlichen Priesterseminars wurde er Generalvikar des Bistums Istmina-Tadó.
Papst Johannes Paul II. ernannte ihn am 21. Januar 2003 zum Bischof von Florencia. Die Bischofsweihe spendete ihm der Bischof von Istmina-Tadó, Alonso Llano Ruiz, am 1. März desselben Jahres; Mitkonsekratoren waren Luis Madrid Merlano, Bischof von Cartago, und José de Jesús Quintero Díaz, Apostolischer Vikar von Leticia. Sein Wahlspruch Scio cui credidi (deutsch: Ich weiß, wem ich Glauben geschenkt habe) entstammt dem Zweiten Timotheusbrief (2 Tim 1,12 ). Die feierliche Amtseinführung (Inthronisation) fand am 29. März desselben Jahres statt.
Papst Benedikt XVI. ernannte ihn am 15. Juli 2011 zum Bischof von Santa Rosa de Osos. Am 15. Oktober 2019 ernannte ihn Papst Franziskus zum Erzbischof von Nueva Pamplona. Die Amtseinführung erfolgte am 28. November desselben Jahres.
Vom 12. Oktober 2020 bis zum 12. Februar 2022 war Jorge Alberto Ossa Soto zudem Apostolischer Administrator des vakanten Bistums Tibú. Vom 15. Januar 2023 bis zum 28. September 2024 war er Apostolischer Administrator des vakanten Bistums Ocaña.